# Tsiniki
Tsiniki (russisk: Циники) er en sovjetisk spillefilm fra 1991 af Dmitrij Meskhijev.

## Medvirkende
- Ingeborga Dapkunaite som Olga Konstantinovna
- Andrej Ilin som Vladimir Vasiljevitj
- Irina Rozanova som Marfusja
- Viktor Pavlov som Ilja Dokutjajev
- Jurij Beljajev som Sergej